# Moć
Moć (grč. dynamis; lat. potentia, potestas) se danas definirana na mnogo raznih načina, te se suvremena shvaćanja moći najbolje može prikazati preko nekoliko središnjih debata, prije svega:
- je li moć individualno ili kolektivno svojstvo (vezano s tim javlja se i pitanje dispozicija i intencionalnosti)
- je li negativna (ograničavanje djelovanja) ili pozitivna (omogućavanje)
- uključuje li prisilu ili je isključuje (npr. Foucault smatra da se moć prakticira isključivo nad slobodnim ljudima, i to u onoj mjeri u kojoj su slobodni).

Moć je sposobnost ili snaga pojedinca ili skupine da utječe na događaje i odnose u zajednici unatoč otporu.
Može se identificirati još čitav niz i dalje aktualnih sporova o moći, njenoj prirodi, izvorima i oblicima, te valja biti jako oprezan pri davanju općih određenja.
U modernom pisanju o moći dubok trag ostavila je definicija njemačkog pravnika i filozofa Maxa Webera, jednog od začetnika sociologije.
Moć je svaka vjerojatnost, unutar nekog socijalnog odnosa, da će pojedinac provesti svoju volju, čak i usprkos otporu drugih ljudi, a bez obzira na osnove na kojima ta vjerojatnost počiva. 
Vrlo široko primjenjivana, ova definicija često je predmet nerazumijevanja, dijelom i zbog njene široke recepcije u anglo-američkoj sociologiji preko prijevoda Talcotta Parsonsa (en), koji nije sasvim precizan. Naime, iako se obično mogućnost provođenja vlastite volje unatoč otporu vidi kao specifičnost moći, taj aspekt ustvari je marginalan u njemačkom izvorniku. Ono čak i u definiciji ima jasnu funkciju, istaknuti da javljanje otpora nije nužno da bi se govorilo o moći.
Ono što je presudno jest da je moć stanovita vjerojatnost nekog ishoda, te da je ta vjerojatnost sadržana unutar određenog društvenog odnosa. Dakle, iako shvaća moć kao nešto čime raspolažu pojedinci, Weber drži da je ona smještena u odnosima, čime zauzima jasnu relacionističku poziciju, i danas najšire prihvaćenu u sociologiji.

## Vrste moći
1. legitimna moć
  - po hijerarhiji → položaj vođe, sudac itd.
2. moć stručnosti
  - liječnik, atomski fizičar i sl.
3. moć ugleda
  - rezultira identifikacijom podređenih s vođom
4. moć nagrađivanja
  - sklonost da neki ljudi mogu nagrađivati
5. moć prisile
6. osobna moc- moc odlucivanja, djelovanja, stvaranja, prelazenja prepreka...